# برنارد میداف
برنارد مدوف (به انگلیسی: Bernard Madoff) ; ۲۹ آوریل ۱۹۳۸-۱۴ آوریل ۲۰۲۱) در نیویورک کارگزار بورس و مشاور سرمایه‌گذاری بود. او همچنین بزرگترین کلاهبردار مالی جهان بود که با استفاده از ترفند پانزی در مدت ۱۵ سال در حدود ۶۵ میلیارد دلار کلاهبرداری کرد از او همچنین به عنوان فرانکشتاین امور مالی نیز یاد می‌شود. او درحالی که مشغول سپری کردن حکم زندان ۱۵۰ ساله خود بود در زندانی در آمریکا درگذشت.

## زندگی‌نامه
در خانواده‌ای با تبار یهودی در نیویورک زاده شد. تحصیلاتش را در رشته حقوق نیمه کاره رها کرد تا در سواحل لانگ آیلند نجات غریق شود. در سال ۱۹۶۰ با سرمایه ۵۰۰۰ دلار که از راه نجات غریق پس‌انداز کرده بود شرکت سرمایه‌گذاری اش را پایه‌گذاری کرد.
شرکت مدوف اینوستمنت سکیوریتیز (به انگلیسی: Madoff Investment Securities) تبدیل به یکی از مهم‌ترین شرکتهای سرمایه‌گذاری وال استریت می‌شود. پسرانش مارک و آندورو و برادرش هم در همین شرکت مشغول به کار می‌شوند. شرکت مدوف یکی از پنج شرکتی است که نقش عمده‌ای در توسعه فعالیت‌های بازار بورس نزدک (به انگلیسی: Nasdaq) ایفا کرده و او مدتی هم به عنوان رئیس مشاوران این بازار بورس برگزیده شد. مدوف را همچنین از مبتکران سیستم الکترونیک خرید و فروش سهام می‌دانند.
او با اصل سرمایه مشتریانش با ایجاد یک سیستم پانزی شروع به کلاهبرداری می‌کند به این ترتیب که سود سهام یکی از مشتریانش را با اصل سرمایه آخرین مشتری اش پرداخت می‌کند. در جریان سقوط بازارهای مالی در سال ۲۰۰۸ زمانی که تعدادی از مشتریانش تصمیم گرفتند اصل سرمایه خود را دریافت کنند، کلاهبرداری مدوف هم برملا شد و کمیسیون بورس و اوراق بهادار و کنترل‌کنندگان بورس آمریکا اعلام کردند نگرانند که تمام دارایی‌های این شرکت صوری و ساختگی باشد و میزان کلاهبرداری را ۵۰ میلیارد دلار تخمین زدند که بزرگترین کلاهبرداری مالی جهان است که توسط تنها یک نفر انجام شده‌است.
در دسامبر ۲۰۰۸ توسط اف‌بی‌آی (FBI-Federal Bureau of Investigation) دستگیر و مورد بازجویی قرار گرفت. از جمله مشتریانش چند بانک مانند نتیکسیز (به انگلیسی: Natixis) و سوسیته ژنرال (به فرانسوی: Société Générale) که به خاطر نداشتن نقدینگی تا مرز ورشکستگی پیش رفتند همچنین افراد سرشناسی همچون استیون اسپیلبرگ (به انگلیسی: Steven Spielberg)که با وعده دریافت سود سالانه ۱۷٪ نزد او سرمایه‌گذاری کرده بود.

## سرانجام
چند روز قبل از دستگیری برنارد مدوف در سال ۲۰۰۸ به سه تن از کارمندانش گفته بود که صندوق سرمایه‌گذاری او که دارای ۲۵ مشتری بوده و به ظاهر بیش از ۱۷ میلیارد دلار سرمایه داشته در حقیقت سال‌ها پیش ورشکست شده و از نظر قانونی وجود خارجی نداشته‌است. برنارد مدوف از سال ۲۰۰۹ به ۱۵۰ سال زندان محکوم شد و در زندان فدرال بوتنر (به انگلیسی: Butner) در نزدیکی شهر بوتنر در ایالت کارولینای شمالی دوران محکومیتش را سپری می‌کند.
از دیگر زندانیان مشهور این زندان می‌توان به جاناتان پولارد (به انگلیسی:Jonathan Pollard) تحلیل گر سی آی ای CIA اشاره کرد که به اتهام جاسوسی برای اسراییل دوران محکومیتش را سپری می‌کند. زندانی مشهور دیگر عمر الرحمان مصری است شیخ نابینایی که برنامه‌ریز حمله تروریستی به مرکز تجارت جهانی در سال ۱۹۹۳ است. البته این زندان شباهت بسیاری به یک دانشگاه آمریکایی دارد:محوطه بزرگ فضای سبز، سالن ورزش، کتابخانه، میز بیلیارد و همچنین سوناست. پنجره‌های این زندان نیز با میله محافظت نمی‌شود. شانون‌های (به انگلیسی:Shannon Hay) قاچاقچی مواد مخدری که به تازگی از زندان آزاد شده و مدتی را با برنارد مدوف هم سلولی بوده به خبرنگار مجله نیویورک تایمز می‌گوید: بنظر می‌رسید که برنارد مدوف هیچ نگرانی و دلمشغولی نداشت و به راحتی توانسته بود با شرایط زندان کنار بیاید.
درست دو سال پس از دستگیری پدر، مارک مدوف (۴۶ ساله) در حالی که با پسر دوساله‌اش در آپارتمانش در نیویورک تنها بود خود را حلق آویز کرد. پس از سقوط امپراطوری مدوف، مارک همه دوستان دوران کودکی اش را که در این شرکت سرمایه‌گذاری کرده بودند از دست داده بود و همچنین احساس نگرانی می‌کرد که نتواند کاری پیدا کند چون کسی حاضر نخواهد شد او را استخدام کند.

## مستند و سریال
در سال ۲۰۱۷ کانال تلویزیونی اچ‌بی‌او (به انگلیسی: HBO) بر اساس کتاب خبرنگار نیویورک تایمز دیانا هنریکس به (انگلیسی: Diana Henriques) با نام جادوگر دروغ‌ها:برنی مدوف، مرگ اعتماد فیلم تلویزیونی تهیه کرد در آن رابرت د نیرو (به انگلیسی: Robert De Niro) در نقش مدوف بازی می‌کند.
همچنین در سال 2023 مستند مدوف: هیولای وال استریت (انگلیسی: Madoff:The Monster of Wall Street) برای نتفلیکس ساخته شد که مورد توجه قرار گرفت.